# Max Koot
Max Koot (Cimahi, 27 de marzo de 1917-La Haya, 25 de septiembre de 1991) fue un fotógrafo y fotoperiodista neerlandés. 
Es conocido por su trabajo como fotógrafo oficial de la casa real neerlandesa después de la Segunda Guerra Mundial, aunque también destacó por sus retratos de muchas otras a personalidades destacadas de su país.

## Carrera
Aunque Koot era más conocido por sus fotografías, realizadas generalmente en un estilo formal, también escribió artículos sobre bodas, sociedad y fotografía de moda. También trabajó extensamente para la Comedia de La Haya, donde fotografió, entre otros, a la actriz Ellen Vogel y al director Paul Steenbergen.
Koot ejerció de maestro de varios fotógrafos profesionales en su estudio de La Haya. El estudio continuó operativo tras su muerte en 1991.